# Cyclosa cephalodina
Cyclosa cephalodina är en spindelart som beskrevs av Song och Liu 1996. Cyclosa cephalodina ingår i släktet Cyclosa och familjen hjulspindlar. Inga underarter finns listade i Catalogue of Life.